# Santa Maria (Californie)
Pour les articles homonymes, voir Santa Maria.
Santa Maria est une municipalité de la côte centrale de la Californie, dans le comté de Santa Barbara, aux États-Unis. Sa population, qui compte 99 553 habitants en 2010, a dépassé celle de la ville de Santa Barbara et est désormais la plus importante du comté.

## Personnalités liées à la ville
- Carmelita Little Turtle, photographe

## Démographie
| 2000   | 2010   | - | - | - | - |
| ------ | ------ | - | - | - | - |
| 78 061 | 99 553 | - | - | - | - |

## Sources
- (en) Cet article est partiellement ou en totalité issu de l’article de Wikipédia en anglais intitulé « Santa Maria, California » (voir la liste des auteurs).